# Nwando Achebe
Nwando Achebe (Enugu, Nigeria, 7 de marzo de 1970) es una académica, historiadora galardonada y feminista nigeriana, nacionalizada estadounidense. Actualmente trabaja como profesora de historia en la Universidad Estatal de Míchigan y es la editora jefe fundadora del Journal of West African History.

## Biografía
Nwando Achebe nació en Enugu, en el este de Nigeria, y es hija del escritor, ensayista y poeta nigeriano Chinua Achebe y Christie Chinwe Achebe, profesora. Es la esposa de Folu Ogundimu, que es profesor de periodismo en la Universidad Estatal de Míchigan y madre de una hija, Chino.
Achebe recibió su Ph.D. en Historia de África por la Universidad de California en Los Ángeles en el 2000. Como historiadora de formación oral, sus áreas de especialización son Historia de África occidental, historias de mujeres, género y sexualidad. En 1996 y 1998, trabajó en la Fundación Ford y la  Fulbright-Hays como becaria residente en el Instituto de Estudios Africanos y el Departamento de Historia y Estudios Internacionales en la Universidad de Nigeria. Su primer puesto académico fue como profesora Asistente de Historia en el College of William and Mary. 
En 2005 se trasladó a la Universidad Estatal de Míchigan como profesora titular hasta 2010. Actualmente es profesora de la cátedra Jack and Margaret Sweet Endowed. Es la autora de dos libros académicos. Su primer libro, The Female King of Colonial Nigeria: Ahebi Ugbabe, 1900-1960, fue publicado por Heinemann en 2005. Su segundo libro, el aclamado The Female King of Nigeria: Ahebi Ugbabe, fue publicado en 2011 por la Indiana University Press. Es una biografía de cuerpo entero sobre el único jefe de orden de las mujeres y el rey de la África británica. Ha ganado tres premios por sus libros: El Aidoo-Snyder Book Prize, The Barbara "Penny" Kanner Book Prize y el  Gita Chaudhuri Book Prize.
Ha recibido subvenciones de la Fundación Wenner Gren, la Fundación Rockefeller, la Woodrow Wilson, el programa Fulbright-Hays, la Fundación Ford, la Organización Mundial de la Salud y la Fundación Nacional para las Humanidades.